# Darkroom
Sala escura ou darkroom – também conhecida como backroom, blackroom ou playroom – é um ambiente, tipicamente em uma boate, clube de sexo, sauna ou sex shop, onde frequentadores do estabelecimento podem praticar atividade sexual de forma relativamente discreta.
Salas escuras normalmente apresentam pouca ou nenhuma iluminação, possivelmente incorporando luzes negras ou iluminação colorida e fraca para estabelecer uma atmosfera de crepúsculo e sigilo.

## Bares
Salas escuras eram características comuns de bares e clubes gays na América do Norte nas décadas de 1960 e 1970, e ainda podem ser encontradas em alguns bares e clubes de sexo LGBTQ.
Uma backroom em um bar gay é tipicamente uma pequena sala muito escura ou pouco iluminada na parte de trás do clube onde clientes podem ter relações sexuais, geralmente sem se despir.
Até a década de 1980, backrooms eram comuns em bares gays, e o sexo que ocorria nelas era tipicamente sem proteção e anônimo.
A epidemia de AIDS levou ao fechamento de muitas backrooms em bares gays e outros locais públicos de sexo.